# Bibliothèque de Mossoul
La bibliothèque de Mossoul est une bibliothèque publique située dans la ville de Mossoul, au nord de l'Irak. Elle abrite notamment des ouvrages rares et anciens, dont des témoignages de l'invention de l'écriture - cette région étant considérée de ce fait comme étant le Berceau de la civilisation ; ou même pour certains le Berceau de l'humanité (comme indiqué dans les écrits compilés pour l'élaboration de la Bible, puis du Coran,,).
Beaucoup sont détruits depuis 2015 par l'action des membres de l'organisation terroriste État islamique.

## Collection
Sa collection est notamment composée d'ouvrages vieux de plusieurs siècles comme des manuscrits du XVIIIe siècle, des ouvrages syriens du XIXe siècle et des objets antiques, certains datant de 5000 avant Jésus-Christ.
Depuis la destruction intentionnelle de milliers d'ouvrages en 2015, l'inventaire des ouvrages restants n'est plus garanti et nécessite une actualisation.

## Histoire
La bibliothèque est créée en 1921.
Le 22 février 2015, alors que la ville de Mossoul est contrôlée depuis plusieurs semaines par l'organisation terroriste Daech, des bombes artisanales placées dans la bibliothèque détruisent par le feu environ 8 000 ouvrages anciens. Ces destructions d'œuvres s'inscrivent dans un contexte régional plus général avec la destruction d'églises, l'incendie de la bibliothèque et du théâtre de l'université en janvier et le 26 février, quelques jours après l'incendie de la bibliothèque, la destruction d'œuvres du musée de Mossoul.
Des alertes sur ces autodafés sont émises dès le mois de janvier 2015 ; début février, par la voix de sa directrice générale Irina Bokova, l'UNESCO déclare que « si ces informations se confirment, il s'agirait d'une des plus grandes destructions intentionnelles d'ouvrages de l'histoire humaine ». Une amputation confirmée depuis cette alerte,,.
En définitive, seuls 15 000 ouvrages sur un million de documents ont pu être sauvés des destructions de l'État islamique.
La bibliothèque est reconstruite grâce à l'aide du PNUD et rouvre en 2022. De nombreux dons de livres sont faits du monde entier afin de garnir ses étagères.